# Hospital LAMB
El Hospital LAMB Es un hospital general de 150 camas ubicado en el distrito de Dinajpur, en el país asiático de Bangladés. El hospital fue inaugurado en 1983 y desde entonces está proporcionando atención médica para la comunidad vecina, especialmente los pobres. El Hospital LAMB está a cargo de la Ayuda Luterana a la Medicina en Bangladés (por su siglas en inglés LAMB), una ONG de la Misión Santal estadounidense en Dinajpur. El hospital también estableció un sistema de telemedicina de bajo costo con la ayuda de la Fundación Benéfica Swinfen además de los servicios de diagnóstico, atención aguda y salud general. 